# Mills Island
Mills Island ist eine kleine Insel am nördlichen Ende der Webster Bay an der Ingrid-Christensen-Küste des ostantarktischen Prinzessin-Elisabeth-Lands. Sie liegt 3 km südwestlich von Cook Island im Gebiet der Larsemann Hills.
Das Antarctic Names Committee of Australia benannte sie 1992 nach Graham John Mills, der als Mitarbeiter der Australian Antarctic Division 190 für die Ausrüstung zur Erkundung der Larsemann Hills verantwortlich war.